# نورثلی
نورثلی (به انگلیسی: Northleigh) یک روستا و محله مدنی در بریتانیا است که در East Devon واقع شده‌است.